# Victor Fontaine
Victor Fontaine (Cuesmes,  9 juni 1837 – Elsene / Brussel, 12 april  1884) was een Belgisch kunstschilder.

## Levensloop
Hij kreeg zijn vroegste kunstopleiding in het Atelier St.-Luc, in de Wolstraat in Brussel en van 1857 tot 1859 was hij leerling aan de Academie voor Schone Kunsten van Brussel. Hij schilderde aanvankelijk mythologische en religieuze onderwerpen. In 1866 schilderde hij een allegorisch schilderij voor de kerk van het mijndorpje Hornu in Henegouwen : “L’Etoile du mineur”.
In de jaren ’70  ging hij meer realistisch schilderen. In de jaren 1873 en 1874 was hij in Anseremme om er in de natuur te schilderen. Hij had er contact met andere kunstenaars die er ook kwamen werken in openlucht : Félicien Rops, Célestin Gilleman en Maurice Hagemans.
Vanaf 1863 nam hij deel aan de Driejaarlijkse Salons. In 1875 werd hij lid van de groep “La Chrysalide” en nam deel aan alle tentoonstellingen van deze vereniging.
Van 1876 af stelde hij regelmatig tentoon in de Cercle Artistique et Littéraire in Brussel. Hij schilderde portretten, figuren, vrouwelijke naakten, kinderen, stillevens met bloemen en vruchten.
Na zijn overlijden was er een benefiettentoonstelling ten voordele van zijn weduwe in de "Cercle Artistique et Littéraire" in Brussel.

## Musea
- Bergen, BAM
- Namur, Provinciale verzameling